# Typhlocaridina
Typhlocaridina is een geslacht van kreeftachtigen uit de klasse van de Malacostraca (hogere kreeftachtigen).

## Soorten
- Typhlocaridina lanceifrons Liang & Yan, 1981
- Typhlocaridina liui Liang & Zhou, 1993
- Typhlocaridina semityphlata Cai, 1995